# Еліна Валтонен
Еліна Валтонен (фін. Elina Valtonen, нар. 23 жовтня 1981, Гельсінкі, Фінляндія) — фінська політикиня, членкиня національної коаліції. Міністерка закордонних справ Фінляндії в уряді Петтері Орпо з 20 червня 2023 року.

## Життєпис
Еліна Валтонен здобула ступінь магістра технологій та фінансової економіки Гельсінського технологічного університету та Гельсінської школи економіки. Вона є власницею кількох технологічних стартапів і головою ради директорів аналітичного центру вільного ринку Libera.
До приходу в політику у 2014 році Валтонен пропрацювала 10 років в інвестиційно-банківській сфері, як директорка Royal Bank of Scotland і старша аналітикиня в Nordea. Вона розробила модель перетворення держави загального добробуту на цифрову економіку спільного використання, що отримала назву Life Account. У 2018 році вона брала участь у Більдерберзькій конференції в Турині.
У квітні 2016 року Валтонен висунула свою кандидатуру у лідери Національної коаліційної партії. У першому турі виборів керівництва 11 червня 2016 року вона отримала 15 % голосів та не була обрана.
У вересні 2020 року Валтонен обрано новою заступницею голови Коаліційної партії.
У червні 2023 року призначена міністром закордонних справ в уряді Орпо.

## Особисте життя
У вересні 2020 року Валтонен подала на розлучення з Юккою Лепомякі, а у квітні 2021 року оголосила, що повернулася до дошлюбного прізвища. Від Лепомякі має двох дітей.